# Philipp Jakob Völter
Philipp Jacob Völter (* 26. September 1757 in Metzingen; † 5. Juni 1840 in Heidenheim an der Brenz) war ein deutscher Knabenschulmeister, Musikdirektor, Volksschullehrer und Schriftsteller im Schulwesen.

## Leben
Philipp Jacob Völter wurde am 26. September 1757 in Metzingen als drittes Kind des dortigen Schulmeisters Friedrich Wilhelm Völter und seiner Ehefrau Maria Magdalena, geborene Kühfuß, geboren. Er entstammte damit einer der ältesten und bedeutenden Metzinger Familien. Philipp Jacob erhielt seine erste schulische Ausbildung sowie Grundlagen in alten Sprachen und Musik durch den Vater und seinen älteren Bruder Michael. Ab 1772 erhielt er einen Platz in der Stipendienanstalt der Esslinger Lateinschule (das heutige Georgii-Gymnasium), dem Collegium Alumnorum, wo er außerplanmäßig von Rektor Wilhelm Köstlin und Konrektor Georg David Schmid in alten Sprachen, Geographie, Naturgeschichte und Musik unterrichtet wurde. Sein Wunsch, in Tübingen Theologie zu studieren, scheiterte aus finanziellen Gründen, da sein älterer Bruder bereits Theologie studierte.
Als 18-Jähriger wurde Völter vom Oberamt und Magistrat der Stadt Heidenheim am 28. Juni 1776 für die neugeschaffene Stelle eines dritten Schulmeisters und Provisors an der deutschen Schule in Heidenheim gewählt. Gleichzeitig erfüllte er das Amt des Musikdirektors und Organisten der Stadtkirche St. Michael.
Während seiner Zeit an der Württembergischen Volksschule wurde Völter mit gravierenden Mängeln bei der Ausbildung der angestellten Lehrer, deren Besoldung, den Unterrichtsräumen und der Qualität und Auswahl des Unterrichtsstoffs konfrontiert. Aufgrund der miserablen Vergütung bewarben sich in Württemberg bis ins 18. Jahrhundert oft Soldaten, Bauern oder Handwerker ohne Aus- und Fortbildung auf die ausgeschriebenen Lehrerstellen an Volksschulen. Die schlechte Bezahlung erforderte meist Nebenverdienste aus Anstellungen als Kirchendiener, Organist oder anderen Aushilfstätigkeiten. Die Schulgebäude waren oft in marodem Zustand und hatten eine spärliche Ausstattung. Nicht selten wurde das Wohnzimmer der Lehrerfamilie als Schulstube genutzt. Neben Lesen, Schreiben und Rechnen nahmen kirchliche Lerninhalte einen breiten Raum ein. Diese sehr unbefriedigenden Zustände veranlassten Philipp Jacob Völter, durch Schriften als Mann ‚von unten‘ auf diese aus eigener Erfahrung gewonnenen Erkenntnisse aufmerksam zu machen und zur Reform des damaligen Volksschulwesens beizutragen.
Zuerst ergänzte Völter 1793 das württembergische Spruchbuch – biblische Texte zum Auswendiglernen für Schulkinder – durch Kommentare und Gebete, um die Bedeutung dieser Bibelsprüche als Leitgedanken den Schülern für ihr eigenes Leben pädagogisch aufzuarbeiten. Im Folgenden veröffentlichte Völter Beiträge zum Schulunterricht, zu den Aufgaben der Schullehrer und der Schulzucht sowohl in der von Pfarrer Christoph Ferdinand Moser (1759–1800) herausgegebenen Zeitschrift Taschenbuch für teutsche Schulmeister (1786–1797), als auch in dem von Pfarrer Moser und Pfarrer Christian Friedrich Wittich (1757–1818) als Fortsetzung erschienenen Journal „Der Landschullehrer“ (1798–1801).

### „Der neue Landschullehrer“
Nach dem Tod von Pfarrer Moser wurde das Erscheinen von „Der Landschullehrer“ eingestellt und Philipp Jacob Völter von Kollegen aufgefordert, die Herausgabe des Journals oder einer ähnlichen Zeitschrift fortzusetzen. 1802 gab Völter den ersten Band von „Der neue Landschullehrer“ heraus, der ab 1808 unter dem Titel „Theoretisch-praktisches Handbuch für deutsche Schullehrer und Erzieher“ und ab 1813 als „Magazin für deutsche Elementarschullehrer, Eltern und Erzieher“ erschien. Die Zeitschriften verfolgten stets dieselben Ziele: Sie sollten der deutschen Lehrerschaft als offenes Medium dienen, ihre beruflichen Anliegen kundtun und über neue pädagogisch-philosophische Gedanken zum Unterricht informieren. Auch Fortbildungsveranstaltungen und Schulreformen wurden angekündigt und Schulbücher rezensiert.
Als Zusammenfassung seiner über 30-jährigen Erfahrungen als Volksschullehrer und seiner zahlreichen Kommentare zum Volksschulwesen veröffentlichte Philipp Jacob Völter 1810 ein Handbuch „Praktische Anleitung in die sämtlichen Amtsverrichtungen und Verhältnisse eines deutschen Elementarschullehrers mit Hinsicht auf die Zwecke der Pestalozzischen Lehrart“. 1819 erschien eine zweite, erweiterte Auflage.

### Familie
Seit 1782 war Philipp Jacob Völter mit der Heidenheimer Metzgerstochter Maria Magdalena Moser verheiratet. Von den zehn gemeinsamen Kindern, von welchen nur wenige das Erwachsenenalter erreichten, wurde der Erstgeborene Heinrich Bernhard (1784–1847) Papierfabrikant. Dessen gleichnamiger Sohn entwickelte als Ingenieur und Erfinder die ersten großtechnischen Anlagen zur Papierherstellung auf Holzgrundlage, welche auf Industrie- und Weltausstellungen mit mehreren Medaillen und Preisen ausgezeichnet wurden.